# 拉斯特蘭卡斯
拉斯特蘭卡斯（西班牙語：Las Trancas），是巴拿馬的城鎮，位於該國中南部，由洛斯桑托斯省的瓜拉雷區負責管轄，面積29.2平方公里，2010年人口511，人口密度每平方公里17.5人。